# Porsche-Diesel P 122
Le Porsche-Diesel P 122 était un tracteur fabriqué par Porsche-Diesel Motorenbau GmbH, dont le siège social se trouvait à Friedrichshafen sur le lac de Constance et qui a repris la production de tracteurs d’Allgaier Werke, de 1956 à 1957, environ 5 800 unités de ce modèle de tracteur ont été produites. Le Porsche-Diesel P 122 était le modèle précédent du Porsche-Diesel Standard 208.
Le tracteur Porsche-Diesel de 1 485 kg était équipé d’un moteur deux cylindres refroidi par air de 16 kW, 1 644 cm³ et 2 000 tr/min, conçu comme un moteur Diesel à 4 temps à chambre de turbulence en ligne. En plus de la boîte de vitesses à chenilles, qui permettait une conduite particulièrement lente, le Porsche-Diesel P 122 disposait d’une boîte de vitesses à cinq rapports avant et une marche arrière. Selon les pneus sur les roues arrière, le tracteur Porsche-Diesel pouvait atteindre une vitesse allant jusqu’à 28,2 km/h en marche avant et jusqu’à 3,6 km/h en marche arrière. La transmission du tracteur était équipée soit d’une boîte de vitesses Getrag, soit d’une transmission à engrenages ZF. Le P 122 était également doté d’un blocage de différentiel pour empêcher les pneus de patiner lorsque l’adhérence sur la route était mauvaise. Le frein à mâchoires intérieures commandés au pied permettait de faire freiner le tracteur avec les roues arrière. Le filtre fiable filtre également les particules étrangères de l’air aspiré par le moteur dans un bain d’huile. De plus, le Porsche-Diesel P 122 était doté d’un frein à main verrouillable et indépendant qui faisait freiner la transmission. Le frein de direction du tracteur faisait freiner les roues intérieures, obtenant ainsi un rayon de braquage plus petit.
Un thermomètre à distance situé sur la console du conducteur, sous le volant, et qui affichait la température du moteur faisait partie de l’équipement standard. De plus, un relevage hydraulique avec attelage trois-points ou une ensileuse peuvent être commandés en option.